# Josef Preußler
Josef Preußler (* 27. Mai 1891 als Josef Syrowatka in Reichenberg, Österreich-Ungarn; † 9. Januar 1967 in Rosenheim) war ein deutschsprachiger Lehrer, Heimatforscher, Volkskundler und Autor, der zunächst in Böhmen unter österreichischer, tschechoslowakischer und deutscher Herrschaft und dann in der Bundesrepublik Deutschland tätig war. Er war der Vater des Kinderbuchautors Otfried Preußler.

## Leben

### Herkunft
Josef Syrowatka war der Sohn des Schneiders Josef Syrowatka (1856–1913) aus dem Weiler Škodějov nordöstlich von Semily und seiner Frau Dorothea, geborene Jireš (1869–1949), aus dem Dorf Chudoplesy bei Mnichovo Hradiště (Münchengrätz). Er kam in Reichenberg, also in einem deutschsprachigen Siedlungsgebiet zur Welt. Der Geburtsort der Mutter lag jenseits der Sprachgrenze, bei ihren noch dort in der Gegend (im Dorf Jivina) lebenden Verwandten wurde meist Tschechisch gesprochen, wie sich Otfried Preußler erinnerte. Die Eltern „stammten aus einem rein tschechischsprachigen Umfeld“ und hatten sich erst Ende des 19. Jahrhunderts in Reichenberg niedergelassen, sie waren vornehmlich Bauern und Handwerker. In Nachrufen wird gelegentlich ein deutschböhmischer Stammbaum Syrowatkas kolportiert, der bis zur Glasmacherfamilie Preußler ins 16. oder 17. Jahrhundert zurückreichen soll. Eine solche genealogische Verbindung konnte Raimund Paleczek bei seinen Nachforschungen „nicht nachweisen“. Der 1941 im Rahmen der Germanisierungspolitik Heydrichs angenommene Name „Preußler“ kam von einer Großmutter Syrowatkas, die als Agnes Praizler verzeichnet ist.

### Lehrer und Heimatkundler in der Tschechoslowakei

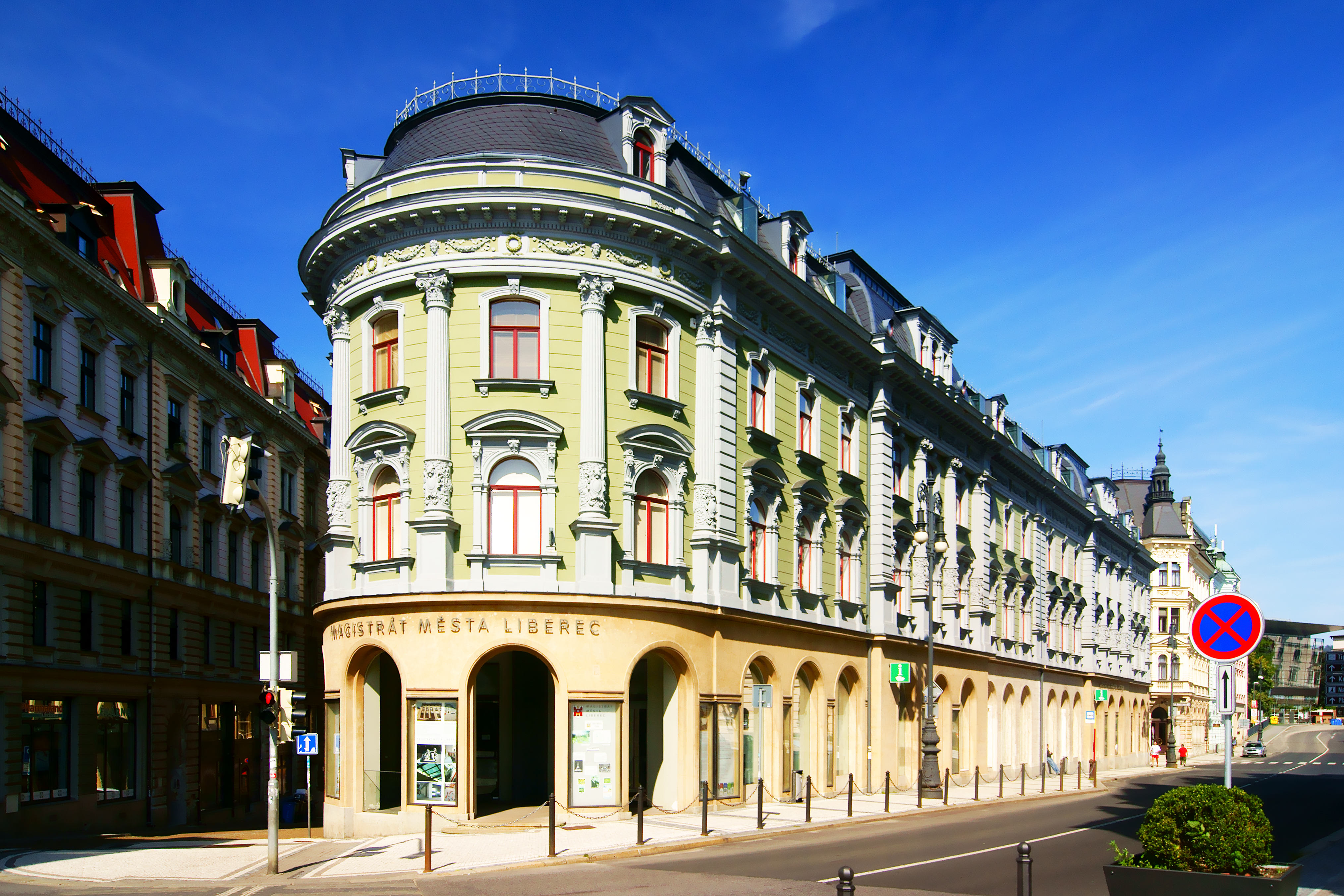
Gebäude der Sparkasse in Reichenberg, in deren Untergeschoss der „Heimathort“ bis 1935 untergebracht war (heute Sitz der Stadtverwaltung Liberec)

Josef Syrowatka studierte noch in der Zeit der österreichischen Herrschaft an der Lehrerbildungsanstalt in Reichenberg (Liberec) und arbeitete dort seit 1913 an der Volksschule. Im Ersten Weltkrieg erlitt er 1915 als Soldat eine schwere Schussverletzung, die zur Verkürzung eines Beins führte. Er wurde frontuntauglich geschrieben und leistete seinen Dienst seitdem am Kriegsarchiv in Wien. Ab 1920 war er Lehrer an der Reichenberger Hilfsschule. Er engagierte sich im Vorstand des Verbandes „Deutsche Hilfsschule“, wo er zeitweise Schriftführer war. In der Zeit der jungen Tschechoslowakei war Syrowatka 1919 bis 1922 Herausgeber in den Reihen „Bücher für die deutsche Jugend“ und „Bücher für das Klassenlesen“, Auswahlreihen von Werken anerkannter Schriftsteller für die Jugend. Ab 1923 war er ehrenamtlich für die ortsgeschichtlichen Sammlungen verantwortlich, die er zum Museum „Heimathort“ ausbaute. Dort legte er unter anderem eine große Sammlung von böhmischen Weihnachtskrippen an. Er begründete eine heimatkundliche Fachbibliothek und verfolgte vielfältige weitere heimatkundliche Aktivitäten. Insbesondere sammelte er deutschsprachige Sagen und Märchen im nahegelegenen Isergebirge. Er publizierte zahlreiche Beiträge in diversen heimatkundlichen und volkskundlichen Zeitschriften und verfasste auch selbstständige Werke, vor allem lokalgeschichtlichen Charakters. In seinem Bändchen Reichenberg (1922) sind lokalhistorische und volkskundliche Dokumente sowie eigene Überblicksdarstellungen versammelt, antitschechische oder antisemitische Bemerkungen fehlen völlig. Gelegentlich schrieb Syrowatka zudem Gedichte. Er wird auch als Stadtarchivar und Chronist von Reichenberg/Liberec bezeichnet. Von 1925 bis 1938 war er Schriftleiter der vom Deutschen Landeslehrerverein in Böhmen herausgegebenen Zeitschrift Deutsche Jugend, die der deutschsprachigen Jugend zur Belehrung und Erbauung dienen sollte. Zudem stellte Syrowatka gemeinsam mit Reinhold Erben und Hugo Wagner ein Liederbuch für Volks- und Bürgerschulen Der Jugend Liederborn zusammen, das mehrere Auflagen erreichte. in der Reichenberger Zeitung veröffentlichte er regelmäßig Theaterkritiken.

### Im nationalsozialistischen Sudetengau: Von Syrowatka zu Preußler
Isa Engelmann, die Verfasserin einer Geschichte der jüdischen Bürger Reichenbergs, beschrieb Syrowatka als „eine der maßgeblichen Leitfiguren für Heimatkunde und Reichenberger Deutschtum“. Nach der nationalsozialistischen Annexion des Sudetenlandes erschien am Heiligabend 1938 im Hauptorgan der NSDAP im Reichsgau Sudetenland und Amtsblatt des Reichsstatthalters und aller seiner Behörden, Die Zeit, unter dem von ihm benutzten Kürzel JS ein antisemitisch getönter Propagandabeitrag mit dem Untertitel Gesunder Volkssinn durchbricht fremde Sitten, der sich für eine Eindeutschung der „fremdartigen, morgenländischen“ Weihnachtsgeschichte einsetzte. 1939 publizierte er eine Laudatio auf Franz Kraus, den Gründer und Leiter des Sudetendeutschen Verlags, in der er in starken Worten die „tschechische Gewaltherrschaft“ der letzten 20 Jahre anprangerte und die Werke des „nationalsozialistischen Gedankengutes“ als „beglückendes Feuer“ rühmte. Ab dem 25. Mai 1940 vertrat Syrowatka für ein Jahr den Nationalsozialistischen Lehrerbund als Gesellschafter des Reichenberger Buchverlags Paul Sollors’ Nachfolger, in dem fast 20 Jahre zuvor seine „Bücher für die deutsche Jugend“ erschienen waren. 1941 verfasste er eine 80-seitige Chronik der Gauhauptstadt Reichenberg, die die deutsche Geschichte der Stadt und die nationalsozialistische Machtübernahme feierte und die Tätigkeit der Juden (die danach „trachte[te]n, sich immer tiefer in den Volkskörper einzufressen“), Tschechen („Vernichtungspolitik“) und Kommunisten („Kommunismus und Marxismus arbeiten durch jüdische Agenten fieberhaft“) geißelte. Carl Kostka wurde hier als freimaurerischer Bürgermeister geschmäht, der „dem Prager Willen Vorschub leistet[e]“. Beim Vergleich mit seiner Publikation Reichenberg von 1922 kann man „bei Syrowatka […] die sich ändernden Perspektiven auf die Heimatgeschichte beobachten“, wie Wojciech Kunicki anmerkte; er sah eine „institutionelle Nazifizierung“ des Autors vor allem in dessen Teilnahme an offiziellen Projekten des Reichsgaus Sudetenland. Günter Lange resümierte 2015, dass Syrowatka damals „vermutlich Parteigänger der Nazis“ gewesen sei.
Am 16. Dezember 1941 wurde mit Verfügung des Regierungspräsidenten von Aussig sein tschechischer Familienname Syrowatka in Preußler geändert. Ebenfalls 1941 ließ er die Religionszugehörigkeit seiner Familie von katholisch auf gottgläubig ändern. 1943 wurde Preußler Dozent und Ausbildungsleiter an der Lehrerbildungsanstalt Reichenberg. In Nachrufen wird er auch als Ratsherr der Stadt bezeichnet.

### In der Bundesrepublik Deutschland
Nach dem Ende des Zweiten Weltkriegs wurde Preußler in der Tschechoslowakei verhaftet und 1946 vom Kreisgericht Reichenberg zu siebenjähriger Lagerhaft verurteilt. Das Urteil vom 6. Februar 1946 führt drei Tatbestände auf: I. Schulungsleiter Funktionär der NSDAP, II. Förderung und Unterstützung der Nationalsozialistischen Bewegung, III. Mitgliedschaft in der SA. Er verbüßte fünf Jahre der Strafe bis zum Juni 1950 im Haftgefängnis Kartouzy. 1950 wurde er ausgewiesen und gelangte nach Haidholzen, einem Gemeindeteil von Stephanskirchen bei Rosenheim, wo sich sein Sohn Otfried Preußler 1949 nach seiner Rückkehr aus sowjetischer Kriegsgefangenschaft niedergelassen hatte.
In Stephanskirchen war Josef Preußler von 1952 bis 1956 Mitglied des Gemeinderats für den Bund der Heimatvertriebenen und Entrechteten (BHE). Er baute ein „Reichenberger Heimatarchiv“ auf, um das er sich bis zu seinem Tod im Jahre 1967 kümmerte. Unter anderem organisierte er Ausstellungen sudetendeutscher Kunst zum „Reichenberger Heimattreffen“ in Rosenheim 1958 und schrieb einen Beitrag über Gustav Leutelt in dem von Josef Schneider herausgegebenen Band Große Sudetendeutsche. Der Heimatstube Reichenberg in Augsburg, der Patenstadt von Liberec, hinterließ er seinen heimat- und familienkundlichen Nachlass. Für seine Verdienste um die „kulturelle Eingliederung der Vertriebenen“ erhielt er verschiedene Auszeichnungen, darunter das Goldene Ehrenzeichen der Sudetendeutschen Landsmannschaft (1960), das Bundesverdienstkreuz (1961) und die Liebieg-Medaille (1966).

### Privatleben
Josef Syrowatka/Preußler war seit 1921 verheiratet mit Ernestine, genannt Erna, geb. Tscherwenka (1897–1982), die im Ersten Weltkrieg eine Lehrerinnenausbildung absolviert hatte. Sie war bis 1926 Lehrerin für Deutsch, Erdkunde und Geschichte an einer Reichenberger Bürgerschule. Das Paar hatte zwei Söhne, den Kinderbuchautor Otfried Preußler und einen jüngeren Sohn Wolfhart (1927–1981). Eine Tochter Liselotte (* 5. Mai 1922) starb noch am Tag der Geburt.

## Schriften
bis 1941 als Josef Syrowatka

### Als Verfasser
- Reichenberg. Sudetendeutsche Heimatgaue. Flugschriftenreihe der „Heimatbildung“, Heft 21. Sudetendeutscher Verlag Franz Kraus, Reichenberg 1922
- Aus Alt-Reichenberger Winkeln: Beim alten Schießhaus. Sudetendeutscher Verlag Franz Kraus, Reichenberg 1926
- Reichenberg: Ein Stadtführer. P. Sollors’ Nachfolger, Reichenberg 1929 (neubearbeitete Auflage 1938)
- Wanderungen in der Heimat. Heft I/1 von Erich Gierach, Anton Ressel und Franz Spatzal (Hrsg.): Heimatkunde des Bezirkes Reichenberg in Böhmen. Verlag der drei Lehrervereine und des Vereines für Heimatkunde des Jeschken-Iser-Gaues, Reichenberg 1931 (neubearbeitete Auflage: Wanderungen um Reichenberg. Kraft, Augsburg 1960)
- Reichenberg, die Hauptstadt des Sudetengaues. Teil 1: Die Stadt. P. Sollors’ Nachfolger, Reichenberg 1939
- Fünfundzwanzig Jahre Heimathort, ortsgeschichtliche Sammlung der Stadt Reichenberg. Reichenberg 1940 (Digitalisat)
- Chronik der Gauhauptstadt Reichenberg. C. H. Weise, Berlin 1941 (Digitalisat der SLUB Dresden)
- Unterm Jeschken: Fröhlicher Streifzug durch Reichenberg und Umgebung. Schallplatte (45 Umdrehungen pro Minute). Aufstieg-Verlag, München 1964

### Als Herausgeber und Redakteur
- Bücher für die deutsche Jugend. Reihe bei P. Sollors’ Nachf., Reichenberg. Darunter:
  - Johann Karl August Musäus: Zwei Geschichten vom Rübezahl. Ausgewählt von Josef Syrowatka. P. Sollors’ Nachf., Reichenberg 1922. Bücher für die deutsche Jugend, Nr. 24
- Bücher für das Klassenlesen. Reihe bei P. Sollors’ Nachf., Reichenberg. Darunter:
  - Adalbert Stifter: Aus dem Hochwald.[37] Hrsg. von Josef Syrowatka. P. Sollors’ Nachf., Reichenberg 1919. Bücher für das Klassenlesen, Heft 2
  - Clemens Brentano: Das Märchen von dem Witzenspitzel. Hrsg. von Josef Syrowatka. P. Sollors’ Nachf., Reichenberg 1920. Bücher für das Klassenlesen, Heft 13
  - Brüder Grimm: Sieben Kinderlegenden. Hrsg. von Josef Syrowatka. P. Sollors’ Nachf., Reichenberg 1920. Bücher für das Klassenlesen, Heft 14
  - Gottfried August Bürger: Des Freiherrn von Münchhausen Abenteuer in Rußland und dem Türkenkriege. Ausgewählt von Josef Syrowatka. P. Sollors’ Nachf., Reichenberg 1921. Bücher für das Klassenlesen, Heft 18
  - Gottfried August Bürger: Des Freiherrn von Münchhausen Seeabenteuer. Ausgewählt von Josef Syrowatka. P. Sollors’ Nachf., Reichenberg 1921. Bücher für das Klassenlesen, Heft 19
  - Gustav Schwab: Die Schildbürger. Ausgewählt von Josef Syrowatka. P. Sollors’ Nachf., Reichenberg 1921. Bücher für das Klassenlesen, Heft 20
- Der Jugend Liederborn. Für allgemeine Volksschulen. In drei Teilen: A/1: Für das 1., 2. und 3. Schuljahr. A/2: Für das 4. und 5. Schuljahr an Volksschulen, denen eine Bürgerschule angegliedert ist. B/2: Für das 4. bis 8. Schuljahr.  Zusammengestellt von Reinhold Erben, Josef Syrowatka und Hugo Wagner. P. Sollors’ Nachf., Reichenberg 1924 (2., völlig umgearbeitete Auflage 1931/1932)
- Der Jugend Liederborn. Für Bürgerschulen. Zusammengestellt von Reinhold Erben, Josef Syrowatka und Hugo Wagner. P. Sollors’ Nachf., Reichenberg 1924 (2., völlig umgearbeitete Auflage 1937)
- Deutsche Jugend. Redaktion: Josef Syrowatka. Deutscher Landeslehrerverein in Böhmen, Reichenberg 1925–1938[38]